# Dacus inornatus
Dacus inornatus är en tvåvingeart som beskrevs av Mario Bezzi 1909. Dacus inornatus ingår i släktet Dacus och familjen borrflugor. Inga underarter finns listade i Catalogue of Life.